# 디지털 피핑톰
디지털피핑톰은 불법촬영물에 대한 문제의식 없이 이를 시청하고 재유포하는 디지털 성범죄자, 혹은 그 행위나 경향을 일컫는 단어이다. 이는 디지털 성범죄의 일종으로 볼 수 있다.

## 정의와 그 필요성

### 정의

#### 피핑톰(Peeping Tom)의 정의
피핑톰(peeping Tom)이라는 말은 훔쳐보는 사람, 엿보기 좋아하는 사람, 관음증 환자를 가리킬 때 쓰이는 말로 레이디 고다이바(Lady Godiva)의 일화에서 유래된 말이다.

#### 레이디 고다이바(Lady Godiva) 일화
11세기 초 영국 중서부의 코번트리 지역 영주인 레오프릭 백작의 아내였던 고다이바는 과중한 세금으로 고통스럽게 살아가는 농민들의 원성을 듣고 이를 안타깝게 여겼다. 고다이바는 남편에게 세금을 줄여달라고 간청을 하지만 그녀의 남편 레오프릭은 “실오라기 하나 걸치지 않은 발가벗은 알몸으로, 말을 타고 성내를 한바퀴 돌고 온다면 주민들의 세금을 낮추겠다”는 제안을 한다. 고다이바는 주민들에게 이 사실을 말하며, 자신이 말을 타는 동안 주민들이 집으로 들어가 창문을 가려줄 것을 부탁하였다. 자신들을 위하는 고다이바의 마음에 감동을 한 주민들은 그 날 집 안으로 들어가 창문을 틀어막고 절대 훔쳐보지 않을 것을 약속한다.
하지만 모든 사람들이 약속을 지키고 있을 때 양복 제단사인 톰이 좁은 틈 사이로 고다이바의 모습을 훔쳐보게 되고 그 순간 그의 눈은 멀게 되고 장님이 된다. 바로 여기서 유래한 단어가 훔쳐보는 톰, 즉 "Peeping Tom"이다.

#### 디지털 피핑톰(Digital Peeping Tom)의 정의
훔쳐보는 사람이라는 뜻의 피핑톰(Peeping Tom)이 등장한 배경인 레이디 고다이바 설화에 등장하는 톰의 행위에서 ‘2차 가해’ 모티브를 얻어, 다양한 형태의 디지털 성범죄 중 하나인 이른 바 ‘국산 야동’으로 유통되는 불법촬영물에 대한 문제의식 없이 이를 시청하고 재유포하는 디지털 성범죄자, 혹은 그 행위나 경향을 일컫는 단어이다. 따라서 디지털 피핑톰 범죄는 디지털 성범죄의 일종으로 볼 수 있다.

### "디지털 피핑톰" 명명의 필요성
한국언론진흥재단 미디어연구센터가 최근 모바일 메신저(카카오톡·라인·텔레그램 등)의 단체 채팅방을 통한 불법 촬영물 유포와 관련한 인식조사를 실시했다.
메신저 단체 채팅방 등에서의 불법 촬영물 음란물을 유포하는 행위의 발생 원인을 묻는 질문에는 ‘디지털 성범죄에 대한 가벼운 인식으로 불법 촬영물 시청에 대한 죄의식이 거의 없기 때문’이란 응답이 44.3%로 가장 높았다.
특정한 상황이나 행위를 지칭하는 어휘가 없을 때는 부당한 상황에 대한 사회 전반의 공감을 얻기 어렵거나 혹은 문제의식조차 느끼기 어려운 경우가 많다. ‘디지털 피핑톰’이라는 단어는 그 존재 자체로 불법촬영물을 보는 행위가 2차 피해를 일으키는 범죄라는 사회적 인지 변화를 이끌어 낼 수 있을 것이다. 또한 이 단어는 범죄자, 즉 잘못을 저지른 사람을 겨냥하는 단어이기 때문에 피해자나 영상물보다 가해자를 가시화하며 그들이 죄의식을 가질 수 있도록 할 것이다. 이는 하나의 단어로 규정되지 않았던 범죄(범죄자)를 명확한 단어로 표현하여 사람들로 하여금 불법촬영물 소비에 대한 문제의식을 가질 수 있게 할 것이다.

## 디지털 성범죄
디지털성범죄는 리벤지포르노 피해자를 지원하던 시민단체 ‘디지털성범죄아웃(DSO)’(http://dsoonline.org/)에서 기존의 "리벤지포르노"라는 단어의 문제점을 지적하며 이를 대체하기 위해 제시한 개념이다. “리벤지포르노”라는 단어는 교제대상을 비롯한 친밀한 관계에서 관계를 파기한 교제대상에 대한 복수(리벤지)를 목적으로 불법촬영물을 업로드하는 행위를 뜻하지만 디지털 성범죄는 다양한 불법촬영물을 일반적으로 포괄하여 지칭한다. ‘디지털성범죄아웃’에서는 ‘포르노’라는 단어와 ‘리벤지’라는 단어가 피해자를 대상화하며 여성혐오를 내포하고 있는 단어라고 지적했다. ‘포르노’라는 표현은 마치 피해자가 합법적인 음란물에 출연한 듯한 인상을 풍기며 ‘리벤지(복수)’라는 표현은 피해자가 복수를 당할 만한 원인 제공을 했기 때문에 가해자가 어느정도 정당한 명분을 가지고 있다는 인상을 심어주게 된다. 따라서 ‘리벤지포르노’와 같은 부적절한 어휘를 대신해서 ‘디지털성범죄’라는 단어를 제시한 것이다. 
디지털성범죄는 법적으로 '동의하지 않은 성적자료 유포범죄' 일체를 지칭하며 그 범위에는 보복을 목적으로 하지 않더라도 금전적 목적이나 그 외의 악의적 목적에 의해 불법촬영물을 인터넷 포르노사이트에 직접 혹은 중간적 인물을 통해 공개하거나 재 유포하는 행위, 촬영물 유포를 빌미로 피해자를 협박, 공갈하는 행위 모두가 해당된다.

## 범죄의 심각성

### 디지털 성범죄와의 연관성
디지털 피핑톰 범죄는 디지털 성범죄의 일종으로 볼 수 있다. 특히 디지털 피핑톰 행위는 불법촬영물이 1차적으로 유포된 후 이를 시청하고 재유포하는 2차적 범죄이므로 불법적 영상물 촬영, 유포의 디지털 성범죄가 증가함에 따라 디지털 피핑톰 범죄도 함께 증가하고 그 심각성이 가중된다.
전체 성폭력범죄 중 불법 촬영 등 카메라를 이용한 범죄 비율은 2007년 3.9%에서 2015년 24.9%로 상승했다. 지난 10년간 가장 빠르게 늘어난 성폭력이 불법 촬영이라는 분석. 더욱이 불법촬영의 재범률은 53.8%에 달하는데, 살인 재범률의 10배이다. 4대 강력범죄 재범률이 살인 5.5%, 강도 19.7%, 절도 22.7%, 폭력 14.7%라는 점과 비교하면 압도적인 수치이다.
초소형 카메라의 등장의 영향으로 불법촬영이 용이해지면서 디지털 성범죄는 계속해서 증가하고 있다.(‘디지털성범죄 지난 5년간 4배 이상 증가’ 중앙일보 2018.09.30 https://www.joongang.co.kr/article/23007938) 실제로 촬영 수단은 쉽게 이용할 수 있는 스마트폰이 92.6%를 차지하고 소형 카메라(3%), 손목시계(1.2%)가 뒤를 잇는다. 소형 카메라는 인터넷 상에서 쉽게 구할 수 있고 어떤 목적으로 사용할지 변별하는 것이 어려워 규제에 어려움을 겪고 있는 형국이다.
또한 디지털 성범죄는 다른 범죄와 동시에 일어나는 경우가 많다. 디지털 성범죄 피해자 지원센터의 공개 자료에 따르면 다른 범죄(스토킹, 성폭력, 데이트 폭력 등)의 피해자 절반 이상이 불법촬영 및 유포 등 중복 피해를 입었으며, 불법촬영 피해의 75.5%는 유포피해가 함께 발생했다. 피해자의 80%는 여성이었다.
이처럼 디지털 성범죄가 심각한 상황에서 범죄에 이용되었던 불법 촬영물은 범인을 검거하고 처벌한다 하더라도 각종 SNS, 불법 성인사이트를 통해 계속해서 재생산, 유포된다. 일부 성인 사이트는 SNS와 연동해 불법 촬영물을 재유포하는 시스템을 갖추고 있기도 한다. 한편 카카오톡으로 대표되는 텔레그램 기반의 SNS에서도 흔히 ‘단톡방’이라는 제한된 인원의 채팅 공간에서 불법촬영물을 재유포, 공유하고 피해자를 모독하는 등 그 문제가 심각하다. 이런 경우에는 적발과 처벌이 어려워 더욱 심각성이 크다.

### 대한민국에서의 사례

#### 정준영 사건 2차 피해 문제
가수 정준영과 그 지인들이 수 차례에 걸쳐 상대의 동의 없이 성관계 장면을 불법 촬영하고 유포한 범죄 사건에서 이용된 불법촬영물이  카카오톡 등의  텔레그램 기반 SNS로 남성들 사이에서 공공연히 공유, 재유포되고 있다는 제보가 속출하였다. 또한 온라인상에서 정준영이 ‘카톡방’에 올린 불법촬영된 성관계 영상에 대한 궁금증을 내비치는 부적절한 글들이 올라왔으며, ‘정준영 동영상 구한다’는 내용의 글도 여럿 발견되었다. 디지털 피핑톰의 심각성을 방증하듯 포털에는 ‘정준영 동영상보기’검색어까지 등장했다.

#### 버닝썬 기자 단체 카톡방 사건
버닝썬 약물을 이용한 성폭력 사건에서 불법적으로 촬영된 영상물을 YTN 등의 언론사 소속 기자들로 구성된 카카오톡 단체 채팅방에서 유포 및 재유포한 일이 밝혀져 공분을 샀다. 당시 채팅방에는 불법 촬영된 피해자의 신상을 공유하고 피해자에 대한 모욕적 발언이 난무하는 등 2차 가해가 아무런 경각심 없이 이루어졌다. 또한 ‘디지털 성범죄 아웃(DSO)'가 입수해 확인한 이들의 채팅방 대화 기록에는 과거 양예원 성추행 피해 사건이 언론에 알려질 무렵 양씨가 불법 촬영된 사진이 게시된 웹페이지 주소를 공유한 사실도 있었다.

## 피해자 구제 방법
최근 디지털 피핑톰에 관심이 높아지면서 피해자 및 지인들에게 지원을 해주는 구제방안이 마련되었다. 여성가족부에서 2018년 4월 30일부터 운영을 시작한<디지털 성범죄 피해자 지원센터>에 상담을 신청하면 성별, 나이, 가해자 신고 여부에 관계없이 누구나 유출촬영물삭제, 법률·의료등연계지원을받을수있다.구체적지원내용으로는,성범죄피해자상담,불법촬영물삭제,수사,소송,사후모니터링지원 등이 있다. 작년 8개월 동안 총2,379명의 피해자가 피해사실을 접수해 총33,921건을 지원했고, 그 중 삭제 지원은28,879건이었다.
또한 피해자들은 디지털성범죄아웃(DSO)이라는 단체를 통해서도 도움을 받을 수 있다. 독립적인 자선단체인 이 단체 또한 피해자에게 심리적, 법률적, 기술적 지원을 제공하고 있다.
- 디지털 성범죄 피해자 지원센터 https://www.women1366.kr/stopds/
- 디지털 성범죄 아웃 http://www.dsoonline.org/

## 처벌

### 성폭력 처벌법 14조
‘성폭력범죄의 처벌 등에 관한 특례법(이하 성폭력 처벌법)’개정, ‘전기통신사업법’ 개정 등에 따라 디지털성범죄 가해자의 처벌 또한 강화되었다.
성폭력처벌법 14조 2항에는 촬영뿐 아니라, 반포ㆍ판매ㆍ임대ㆍ제공 또는 공공연하게 전시ㆍ상영한 자 또한 처벌의 대상임이 정확히 명시되어 있다. 즉, 촬영 당시 촬영 대상자의 의사에 반하지 아니한 경우에도 사후 그 촬영물을 촬영 대상자의의사에 반하여 반포 등을 했다면,5년 이하의 징역 또는 3천 만원 이하의 벌금에 처한다.
더 나아가 영리목적 정보통신망을 통해 유포했을 경우 벌금형이 아닌 7년 이하의 ‘징역형’으로만 처벌이 가능하며, 웹하드 업체 불법촬영물 삭제조치 의무를 부과하여, 이를 미 이행할 시에는 시정명령 또는 2천만원 이하의 과태료가 부과된다. 그 외에도 국가가 가해자에게 불법촬영물 삭제 비용을 청구하는 ‘구상권’ 등 디지털 성범죄 가해자에 대한 실효적인 제대수단이 마련되었다.

성폭력처벌법 14조
① 카메라나 그 밖에 이와 유사한 기능을 갖춘 기계장치를 이용하여 성적 욕망 또는 수치심을 유발할 수 있는 사람의 신체를 촬영대상자의 의사에 반하여 촬영한 자는 5년 이하의 징역 또는 3천만원 이하의 벌금에 처한다.  <개정 2018. 12. 18.>
② 제1항에 따른 촬영물또는복제물(복제물의 복제물을 포함한다. 이하 이 항에서 같다)을 반포ㆍ판매ㆍ임대ㆍ제공 또는 공공연하게 전시ㆍ상영(이하 "반포등"이라 한다)한 자또는제1항의 촬영이 촬영 당시에는 촬영대상자의 의사에 반하지 아니한 경우에도 사후에 그 촬영물 또는 복제물을 촬영대상자의 의사에 반하여 반포 등을 한 자는 5년 이하의 징역 또는 3천만원 이하의 벌금에처한다.  <개정 2018. 12. 18.>
③ 영리를 목적으로 촬영대상자의 의사에 반하여  의 정보통신망(이하 "정보통신망"이라 한다)을 이용하여 제2항의 죄를 범한 자는 7년 이하의 징역에 처한다.  <개정 2018. 12. 18.>

### 명예훼손 및 모욕죄
또한 카카오톡 등 SNS에서 함께 불법 촬영된 영상을 보고 이에 대한 어떠한 언급을 한 것 자체로도 어떠한 언급을 했는지에 따라서 채팅방에 함께 있었던 사람들의 죄책이 달라질 수 있다. 불법 촬영된 영상에 대한 언급이 모욕에 해당한다거나 피해자의 명예를 훼손하는 부분에 해당하면 단체 채팅방 같은 경우 법에서의 공연성면에서 이것이 언제든지 유포될 수 있는 것으로 본다. 그래서 피해자에 대한 명예훼손적인, 혹은 모욕적인 발언에도 명예훼손죄나 모욕죄로 처벌할 수 있다.

## 같이 보기
- 성범죄
- 사이버스토킹
- 리벤지 포르노
- 딥페이크
- 디지털 성범죄 아웃
- 소라넷
- 양진호
- 불법촬영 편파수사 규탄시위
- 버닝썬 게이트
- 다크 웹
- n번방 사건